# مسجد هدايت
مسجد قدمغاه (بالفارسية: مسجد قدمگاه) هو مسجد تاريخي يعود إلى عصر القاجاريين، ويقع في طهران.